# Charlotte Riley
Charlotte Riley (Grindon, 29 de dezembro de 1981) é uma atriz inglesa. Ela é mais conhecida por ter interpretado Sarah Hurst no filme Easy Virtue, Catherine Earnshaw em Wuthering Heights, e Caris Wooler na série World Without End.

## Biografia
Riley foi educada na Teeside High School, dos 9 aos 18 anos de idade. Ela estudou Língua inglesa e Linguística na Universidade de Durham, onde se formou. De 2005 a 2007, estudou na London Academy of Music and Dramatic Art.

### Vida pessoal
Riley se tornou noiva do ator Tom Hardy, em 2010, se casando em julho de 2014. Em outubro de 2015, a atriz deu à luz o primeiro filho do casal.

## Carreira
Em 2004, Riley e Tiffany Wood escreverem a peça Shaking Cecilia que lhe renderam  o prêmio conhecido como Playwriting Award do jornal britânico The Sunday Times.
Começou a atuar em 2007, aparecendo primeiro na série Grownups, e em 2008, estreou no filme Easy Virtue.
A atriz também já atuou no teatro em 2009, na peça The Priory, escrita por Michael Wynne, encenada no Royal Court Theatre, em Kensington e Chelsea, em Londres.
Foi nomeada ao Prêmio Saturno de melhor atriz de televisão por sua interpretação da personagem de Caris Wooler em World Without End.

## Filmografia

### Filmes
| Ano  | Título                                       | Papel              | Notas                              |  |
| ---- | -------------------------------------------- | ------------------ | ---------------------------------- |  |
| 2008 | Survey No. 257                               | Emma               | Curta-metragem                     |  |
| 2008 | Easy Virtue                                  | Sarah Hurst        |                                    |  |
| 2007 | Wuthering Heights                            | Catherine Earnshaw | Filme de TV                        |  |
| 2009 | Spanish Flu: The Forgotten Fallen            | Peggy Lytton       | Filme de TV                        |  |
| 2009 | Marple: The Mirror Crack'd from Side to Side | Margot Bence       | Filme de TV                        |  |
| 2012 | Entity                                       | Kate Hansen        |                                    |  |
| 2014 | Edge of Tomorrow                             | Nance              |                                    |  |
| 2014 | Grand Street                                 | Camilla Reilly     |                                    |  |
| 2015 | In the Heart of the Sea                      | Peggy Gardner Owen | Baseado no livro No Coração do Mar |  |
| 2015 | Killing Thyme                                | Anna               |                                    |  |
| 2016 | London Has Fallen                            | Jacquelin Marshall |                                    |  |
| 2016 | Dark Heart AKA Wagstaffe                     | Juliette           | Filme de televisão                 |  |
| 2017 | King Charles III                             | Kate Middleton     | Filme de TV                        |  |

### Séries
| Ano        | Título                       | Papel                               | Notas                                |
| ---------- | ---------------------------- | ----------------------------------- | ------------------------------------ |
| 2007       | Grownups                     | Chloe                               | Episódio: "Send"                     |
| 2007       | Holby City                   | Tanya Cusan                         | Episódio: "Someone to Watch Over Me" |
| 2008       | Inspector George Gently      | Carmel O'Shaughnessy                | Episódio: "The Burning Man"          |
| 2009       | The Take                     | Maggie Summers                      | 4 episódios                          |
| 2010       | Foyle's War                  | Mandy Dean                          | Episódio: "Killing Time"             |
| 2010-2011  | DCI Banks                    | Lucy Payne                          | 3 episódios                          |
| 2012       | The Town                     | Alice                               |                                      |
| 2012       | World Without End            | Caris Wooler                        | 8 episódios                          |
| 2014, 2017 | Peaky Blinders               | May Carleton                        | 2ª e 4ª temporada                    |
| 2015       | Jonathan Strange & Mr Norrel | Arabella                            | 7 episódios                          |
| 2016       | Close to the Enemy           | Rachel Lombard                      | 7 episódios                          |
| 2017       | Sticky                       | Ziggy                               | Episódio: "Where Eagles Fap"         |
| 2018       | Trust                        | Robina Lund                         |                                      |
| 2018       | Press                        | Holly Evans                         | 6 episódios                          |
| 2019       | A Christmas Carol            | Lottie / Ghost of Christmas Present |                                      |
| 2022-      | The Peripheral               | Aelita                              |                                      |